# ياروسلاف جوين
ياروسلاف آدم جوين (من مواليد 4 ديسمبر 1961) هو سياسي ومحرر بولندي محافظ. شغل غوين منصب وزير العدل في حكومة رئيس الوزراء دونالد تاسك بين عامي 2011 و 2013 ومنصب وزير العلوم والتعليم العالي في حكومة ماتيوز موراويكي بين عامي 2015 و 2020 ، ووزير التنمية الاقتصادية والعمل والتكنولوجيا ونائب رئيس الوزراء من أكتوبر 2020 حتى إقالته في أغسطس 2021.